# Wiaczesław Artiomow
Wiaczesław Pietrowicz Artiomow (ros. Вячесла́в Петро́вич Артёмов; ur. 29 czerwca 1940 w Moskwie) – kompozytor radziecki i rosyjski.

## Życiorys
W latach 1958–1962 kształcił się w szkole przy Konserwatorium Moskiewskim u Aleksandra Pirumowa, następnie od 1962 do 1968 roku studiował w konserwatorium kompozycję u Nikołaja Sidelnikowa i fortepian u Towija Łogodinskiego. W latach 1968–1977 pracował jako lektor w moskiewskim wydawnictwie Muzyka. W 1975 roku wspólnie z Sofiją Gubajduliną i Wiktorem Suslinem założył grupę Astrea, uprawiającą improwizację na rzadko używanych instrumentach ludowych. Wspólnie z Alfredem Schnittkem napisał muzykę do filmu Elema Klimowa Pożegnanie (1983). W 1990 roku przebywał jako kompozytor rezydent na University of Nevada.
W 2010 roku odznaczony został Orderem Przyjaźni.

## Twórczość
Język muzyczny Artiomowa ukształtował się pod wpływem paryskiego okresu twórczości Siergieja Prokofjewa, awangardy zachodnioeuropejskiej i polskiej szkoły sonorystycznej, a także Edgara Varèse’a. Na rozwój indywidualnego stylu kompozytora wpływ miały zainteresowania rosyjską muzyką ludową, przejawiające się jednak nie w  stosowaniu cytatów z folkloru, lecz w wykorzystywaniu modeli rozwijania toku rytmicznego i improwizatorskiej melodyce.

## Kompozycje
(na podstawie materiałów źródłowych)

### Utwory orkiestrowe
- Koncert fortepianowy (1961)
- Koncert skrzypcowy (1968)
- Tempo constante na orkiestrę (1970)
- Koncert na akordeon i orkiestrę (1971)
- Symfonia elegii na 2 skrzypiec, 6 perkusji i smyczki (1977)
- Put´ k Olimpu na orkiestrę (1978, 2. wersja 1984)
- Tempo costante na 2 głosy recytujące i orkiestrę kameralną (1980)
- Girlanda recytacji na 4 instrumenty dęte i orkiestrę smyczkową z harfą, czelestą i fortepianem (1982)
- Tristia na trąbkę, fortepian i orkiestrę (1983)
- In memoriam na skrzypce i orkiestrę (1984)
- Diennica wossijajet na orkiestrę (1993)
- Na porogie swietłogo mira na orkiestrę (2002)
- Tichoje wiejanje na orkiestrę (2004)

### Utwory kameralne
- Kwartet smyczkowy (1960)
- 3 utwory na kwartet smyczkowy (1960)
- Suita kameralna na kwintet dęty (1966)
- 2 sonaty klarnetowe (I 1966, II 1971)
- Scene na klarnet, fortepian, skrzypce, kontrabas i perkusję (1970)
- Wariacje na flet i fortepian (1974)
- Capriccio for 1975 na saksofon sopranowy, saksofon barytonowy i wibrafon (1975)
- Totem na 6 perkusji (1976)
- Litania I na 4 saksofony (1977)
- Sonata rozmyślań na 4 perkusje (1978)
- Gwiezdny wiatr na flet, róg, dzwony, skrzypce i fortepian (1981)
- Litania II na 4 flety (1981)
- Litania III na organy (1984)
- Hymns of Sudden Wafts na zespół kameralny (1985)
- Recytacje I–X na różne instrumenty dęte solo (1975–1981)
- Ave Atque Valle na perkusję solo (1997)
- Litania IV na dzwon, dzwonki i kwartet smyczkowy (1999)

### Utwory wokalno-instrumentalne
- Concerto 13 na zespół instrumentalny i zespół wokalny (1967)
- Zaklinania na sopran i perkusję (1981)
- Sny księżycowego światła na mezzosopran, flet altowy, wiolonczelę i fortepian (1982)
- Śpiewy żałobne na chór, organy, smyczki i perkusję ad libitum (1986)
- Requiem na 4 głosy solowe, chór i orkiestrę (1988)
- Ave Maria na sopran, chór i orkiestrę (1989)

### Balety
- Oczekiwanie (1984)
- Sola Fide (1987)